# Unnao (distrikt)
Unnao (hindi: उन्नाव ज़िला, urdu: اناو‏ ضلع) er et distrikt i den indiske delstat Uttar Pradesh. Distriktets hovedstad er Unnao.

## Demografi
Ved folketællingen i 2011 var det 3,110,595 indbyggere i distriktet, mod 2,700,324 i 2001. Den urbane befolkningen udgør 17,14 % af befolkningen.
Børn i alderen 0 til 6 år utgjorde 13,41 % i 2011 mod 17,64 % i 2001. Antallet af piger i den alderen per tusinde drenge er 923 i 2011.